# 平井啓二
平井 啓二（ひらい けいじ、1979年2月15日 - ）は、日本の男性声優、ナレーター。東京都出身。青二プロダクション所属。

## 経歴
青二塾東京校19期生卒業後、2002年より青二プロダクションに声優として所属し、俳優としては劇団芸協に入団。

## 人物
多数のアニメ、ドラマ、洋画、ゲームに出演しており、俳優としても舞台に多数出演している。
資格・免許は普通自動車免許。特技は舞台照明・美術。

## 出演
太字はメインキャラクター。

### テレビアニメ
2002年
- ちびまる子ちゃん（2002年 - 、清水次郎長、みきちゃんのお父さん、高橋英樹風の魚屋の店員、石松寿司の主人〈初代〉、城ヶ崎さんのお父さん、高丸さんの夫 〈2代目〉他）
- 陸上防衛隊まおちゃん（政治家C）

2003年
- アストロボーイ・鉄腕アトム（係員、ロボット）
- エアマスター（鈴木）
- GetBackers-奪還屋-（サル軍団）
- 釣りバカ日誌（手下）
- 爆転シュート ベイブレードGレボリューション（綱渡り師、ジャグラー）
- FIRESTORM（パイロット、監視員B、クルー）

2004年
- アクアキッズ（クーリング）
- 下級生2〜瞳の中の少女たち〜（不良2）
- グレネーダー 〜ほほえみの閃士〜（殿様、農民、町人、藍の父、橋本 他）
- 絢爛舞踏祭 ザ・マーズ・デイブレイク（管制官）
- ごくせん（朝倉テツ、藤山の生徒、二年生B）
- 金色のガッシュベル!!（本の持ち主）
- サムライガン（徳）
- B-伝説! バトルビーダマン（2004年 - 2005年、ドック28号、コック、取り巻きB、観客2、ビーダーB 他） - 2シリーズ
- BECK MONGOLIAN CHOP SQUAD（兵藤のとりまき）
- 冒険王ビィト（2005年 - 2006年、里人、罪人たいまつ、首長エイ、町人、村人 他） - 2シリーズ
- ボボボーボ・ボーボボ（2004年 - 2005年、隊員、ひさし君2号、殿、中年客 / 原田カオス、風神のジェダ 他）
- 魔法少女リリカルなのは（塾の講師、黒い魔物、相手チーム監督、オペレーターA）
- 名探偵コナン（村人、係員、刑事A）
- リングにかけろ1（2004年 - 2010年、レフェリー、アナウンス、場内放送、若者、マフィア） - 3シリーズ
- ONE PIECE（2004年 - 、狙撃兵、オーナー〈イーシゴ・シテマンナ〉、トロフ、ブヒチャック、スパイダーマウス、ミノコアラ、リトルオーズJr.、アマドブ、ブラメンコ、アルビオン、イカロス・ムッヒ、アブドーラ、ペンギン、シャーロット・カトウ、シーガル・ガンズ・ノズドン、猿飛 他）

2005年
- AIR（兵）
- おでんくん（さつまどん、タケさん）
- ガイキング LEGEND OF DAIKU-MARYU（2005年 - 2006年、修理班長、副官、ドロイド兵）
- Xenosaga THE ANIMATION（機関員）
- 創聖のアクエリオン（医者B、研究主任）
- パタリロ西遊記!（龍馬太子）
- B-伝説! バトルビーダマン 炎魂（村人A）
- ふしぎ星の☆ふたご姫（2005年 - 2006年、ボードラゴン、ニャムル、大臣 / ロマン / 月の国の大臣、すもう団員、ボスウッキー）
- BLACK CAT（兵士）
- 魔豆奇伝パンダリアン（包丁魔人）
- 魔法少女リリカルなのはA's（アレックス）
- 魔法先生ネギま!（村人たち）

2006年
- IGPX（メカニック）
- 怪 ～ayakashi～ JAPANESE CLASSIC HORROR（武六、兵隊）
- エンジェル・ハート（組員B、刑事、記者B、運転手）
- 神様家族（じいさん）
- 銀魂（志士、警官B、悪の組織のリーダー、犯人A）
- 出ましたっ!パワパフガールズZ（2006年 - 2007年、飼育員、総理大臣、社長）
- 貧乏姉妹物語（きょうのクラスの先生、肉屋のおじさん）
- ふしぎ星の☆ふたご姫 Gyu!（2006年 - 2007年、教頭）
- 夢使い（社員2）

2007年
- ゲゲゲの鬼太郎（第5作）（2007年 - 2009年、山田、高田、手長足長、ナレーション、羅城門の鬼、グレムリン、さら小僧1、みのりの父、雪男、なまはげ、白坊主 他）
- 少年陰陽師（大百足）
- スケッチブック 〜full color's〜（体育教師、回収業者）
- DARKER THAN BLACK -黒の契約者-（舎弟）
- はたらキッズ マイハム組（2007年 - 2008年、消防士、ユキオ、パリ市警ハム）
- モノノ怪 「海坊主」（岩井師範）
- REIDEEN（警察官）
- レ・ミゼラブル 少女コゼット（警察官B、御者）
- ロミオ×ジュリエット（ピエトロ）

2008年
- アリソンとリリア（男2）
- ねぎぼうずのあさたろう（2008年 - 2009年、若侍、やつがしらの子分、男、ゴロツキ、山賊 他）
- 墓場鬼太郎（集金係、ファン、電気屋）
- 伯爵と妖精（ハスクリーの手下）
- xxxHOLiC◆継（夫）
- ポルフィの長い旅（アルフィオ）
- 薬師寺涼子の怪奇事件簿（トラック運転手）
- 遊☆戯☆王5D's（ボマー）
- ユメミル、アニメ「onちゃん」（noちゃん）
- 龍が如く 見参!

2009年
- あにゃまる探偵 キルミンずぅ（コック）
- エグザムライ戦国（ガンツ）
- 怪談レストラン（死神）
- 黒神 The Animation（トライバルエンド）
- 戦場のヴァルキュリア（ヤン・ウォーカー）
- ミチコとハッチン（警官C）

2010年
- ドラゴンボール改（2010年 - 2014年、ナメック戦士、ディレクター、キーラ 他） - 2シリーズ
- まじっく快斗（2010年 - 2012年、刑事、山吹刑事）
- ユメミル、アニメonちゃん シーズン2（noちゃん）

2011年
- 異国迷路のクロワーゼ The Animation（ソーセージ屋の店主、帽子屋店員、青年2、ワイン屋店主、おじさん1）
- GOSICK -ゴシック-（ラウール）
- デジモンクロスウォーズ 〜悪のデスジェネラルと七つの王国〜（ウェンディモン）

2012年
- クロヒョウ2 龍が如く 阿修羅編
- CØDE:BREAKER（鬼桜組組員）
- 聖闘士星矢Ω（2012年 - 2013年、親族、バックス、ケリー）
- 探検ドリランド（パン、トニー）
- ONE PIECE エピソードオブルフィ 〜ハンドアイランドの冒険〜（工具店店番）

2013年
- ビーストサーガ（ライナス）

2014年
- 暴れん坊力士!!松太郎（権さん、竜の川、なまはげ）
- エスカ&ロジーのアトリエ 〜黄昏の空の錬金術士〜（ファウル・メーリエ）
- ディスク・ウォーズ:アベンジャーズ（キング・コブラ、フィン・ファン・フーム、アイアンモンガー）
- ONE PIECE “3D2Y” エースの死を越えて! ルフィ仲間との誓い（リトルオーズJr.）

2015年
- 影鰐-KAGEWANI-（村長、村人）
- 戦国無双（海賊A）
- ドラゴンボール超（2015年 - 2017年、強盗、ズノーの付き人、複製ソテー人、ババリ人、ムリチム 他）
- ONE PIECE 〜アドベンチャー オブ ネブランディア〜
- ONE PIECE エピソードオブサボ 〜3兄弟の絆 奇跡の再会と受け継がれる意志〜（ブラメンコ、リトルオーズJr.）

2016年
- 甲鉄城のカバネリ（間瀬）
- タイガーマスクW（2016年 - 2017年、レフリー〈日本〉、バッドラック・ファレ、リングドクター、ファントム、メタルB 他）
- 美少女戦士セーラームーンCrystal（男子生徒、ダイモーン、医師）

2017年
- 正解するカド（警視庁職員）
- ONE PIECE エピソードオブ東の海 〜ルフィと4人の仲間の大冒険!!〜

2018年
- PERSONA5 the Animation（校長、川鍋暁生）
- からくりサーカス（増村）

2019年
- ガーリー・エアフォース（舟戸）

2020年
- アサティール 未来の昔ばなし（2020年 - 2025年、盗賊、捕らわれた男、商人、ファーエズ） - 2シリーズ

2025年
- ヴィジランテ-僕のヒーローアカデミア ILLEGALS-（灯市燃）

### 劇場アニメ
2005年
- AIR（騎馬武者）
- 劇場版 鋼の錬金術師 シャンバラを征く者
- ONE PIECE THE MOVIE オマツリ男爵と秘密の島（部下）

2006年
- 永遠の法

2009年
- ONE PIECE FILM STRONG WORLD

2010年
- 魔法少女リリカルなのは The MOVIE 1st（アレックス）

2011年
- ONE PIECE 3D 麦わらチェイス

2012年
- 魔法少女リリカルなのは The MOVIE 2nd A's（アレックス）
- ONE PIECE FILM Z

2015年
- ドラゴンボールZ 復活の「F」（強盗B）

2016年
- ONE PIECE FILM GOLD

2017年
- クレヨンしんちゃん 襲来!!宇宙人シリリ（テレビ解説）

2018年
- 劇場版 マジンガーZ / INFINITY（作業員）
- 僕のヒーローアカデミア THE MOVIE 〜2人の英雄〜（エレクプラント）

2019年
- ONE PIECE STAMPEDE

### OVA
2002年
- I'll/CKBC（生徒A、審判）
- サクラ大戦 神崎すみれ 引退記念 す・み・れ（ニュースの声）

2004年
- 低俗霊DAYDREAM（刑事）
- Re:キューティーハニー（監査官 他）

2005年
- イリヤの空、UFOの夏（新見、店長）
- GUNDAM EVOLVE../11 RB-79 BALL（通信音声）
- 聖闘士星矢 冥王ハーデス冥界編（トロル）

2011年
- ドラゴンボール エピソード オブ バーダック（トービ）

### Webアニメ
- リーンの翼（2005年、カスミ・スガイ）
- 美少女戦士セーラームーンCrystal（2014年、男性アナウンサー）
- 拡張少女系トライナリー（2017年、小隊長）
- 聖闘士星矢: Knights of the Zodiac（2019年、武装勢力）

### ゲーム
2004年
- ロックマンゼロ3（デスタンツ・マンティスク）

2005年
- シャイニング・フォース ネオ（星の化身末弟）
- ソウルキャリバーIII（カスタムキャラクター・老人）
- テイルズ オブ レジェンディア
- メタルギアソリッド3 サブシスタンス（兵士）

2006年
- 機動戦士ガンダム クライマックスU.C.（エゥーゴ士官B、ティターンズ士官B、ロンド・ベル兵A）
- THE ロボットつくろうぜっ! 激闘!ロボットファイト（絹井ダイジ、館林ヒサヤ）
- SIMPLE2000シリーズ Vol.107 THE 炎の格闘番長（マイケル鈴木、相撲ヤンキー）
- テイルズ オブ ザ ワールド レディアント マイソロジー（科学者A、村人）
- 天外魔境 ZIRIA〜遥かなるジパング〜
- メガミの笑壺（花吹雪ポンプ、へきわろ、舶来忍者、談話喫茶客男）
- メタルギアソリッド ポータブル・オプス（兵士）
- ルーンファクトリー -新牧場物語-（ジェフ）
- ロックマンゼクス（デスタンツ・マンティスク）

2007年
- エルヴァンディアストーリー（ハーキュリー）
- DEAR My SUN!!〜ムスコ★育成★狂騒曲〜（紫島拓朗）
- テイルズ オブ イノセンス（元老院）
- テイルズ オブ ファンダム Vol.2（クルシスの天使、マルクト兵）
- BAROQUE（研究天使 / ガスマスク、殺戮天使 / 拳）

2008年
- 戦場のヴァルキュリア（ヤン・ウォーカー、ツェザーリ・ルガード）
- ソラユメ

2009年
- ソウルキャリバー Broken Destiny（オリジナルキャラクター）
- ドラゴンボール 天下一大冒険（村長、R&R軍二等兵）
- FRAGILE 〜さよなら月の廃墟〜
- 遊☆戯☆王 ファイブディーズ Wheelie Breakers (ウィーリーブレーカーズ)（ボマー）

2010年
- イース -フェルガナの誓い-（ロクス、ポール）
- ケロロRPG 騎士と武者と伝説の海賊
- STORM LOVER
- 戦場のヴァルキュリア2 ガリア王立士官学校（ジャン・タウンゼント、ヤン・ウォーカー）
- テイルズ オブ ファンタジア なりきりダンジョンX（プルート）
- ドラゴンボールDS2 突撃!レッドリボン軍（RR小型戦闘機兵）
- ONE PIECE ワンピーベリーマッチW（リトルオーズJr.）

2011年
- オール仮面ライダー ライダージェネレーション（仮面ライダーBLACK / 仮面ライダーBLACK RX）
- 仮面ライダー クライマックスヒーローズ フォーゼ（仮面ライダーBLACK / 仮面ライダーBLACK RX）
- 戦場のヴァルキュリア3 -Unrecorded Chronicles-（ヤン・ウォーカー）
- テイルズ オブ ザ ワールド レディアント マイソロジー3（ヒーローズボイス）
- 遊☆戯☆王ファイブディーズ タッグフォース6（ボマー）

2012年
- オール仮面ライダー ライダージェネレーション2（仮面ライダーBLACK / 仮面ライダーBLACK RX）
- 仮面ライダー 超クライマックスヒーローズ（仮面ライダーBLACK / 仮面ライダーBLACK RX）
- 新・剣と魔法と学園モノ。刻の学園（オーギュスト）
- 真・北斗無双（ライガ、ミスミ）
- テイルズ オブ エクシリア2
- ドラゴンボールヒーローズ（2012年 - 2019年、トービ） - 6作品
- 龍が如く5 夢、叶えし者（澤田有希）
- ONE PIECE ワンピーベリーマッチIC（イカロス・ムッヒ）
- ワンピース 海賊無双（2012年 - 2015年、ラパーン 他） - 3作品

2013年
- スーパーロボット大戦UX（カスミ・スガイ）
- カオス ヒーローズ オンライン（テルシア、ニヴァス、ダロン）
- ゴッドイーター2（プレイヤーボイス）
- モンスター烈伝 オレカバトル（獄王閻魔）

2014年
- PSYCHOBREAK（オスカー・コネリー）
- スーパーロボット大戦OG ダークプリズン

2015年
- 英雄伝説 空の軌跡 FC Evolution（ルグラン老人、グスタフ警備長）
- ジョジョの奇妙な冒険 アイズオブヘブン（警官A、通行人〈男〉）
- 第3次スーパーロボット大戦Z 天獄篇（ギルター・ベローネ）
- デジモンストーリー サイバースルゥース（スレイプモン）
- ドラゴンボール ゼノバース（ネイブル）
- 龍が如く0 誓いの場所（陳）

2016年
- ドラゴンボールフュージョンズ
- テイルズ オブ ベルセリア
- ペルソナ5
- ドラゴンボール ゼノバース2（ネイブル）

2017年
- スーパーロボット大戦V
- ゼノブレイド2（モーフ、ラゴウ）

2018年
- 真・三國無双8（2018年 - 2021年、袁術） - 2作品
- スーパーロボット大戦X
- ホップステップジャンパーズ（アキト）

2019年
- ペルソナ5 ザ・ロイヤル

2021年
- テイルズ オブ アライズ

2022年
- ゼノブレイド3（トラビス）

2025年
- 真・三國無双 ORIGINS（袁術）
- ORE'N（獄王閻魔）

### ドラマCD
- 雨柳堂夢咄（警官 他）
- 英雄伝説 空の軌跡 ドラマCD（レグナート）
  - 〜繋がる絆〜
  - 〜ウロボロス・レポート〜
- 学園ヘヴン3〜Happy パラダイス〜（露天のおじさん）
- Café吉祥寺で（銀行強盗）
- GUILTY GEAR XX（ナレーション）
- クイーンズブレイド 古代王女の書（アマラ王）
- 恋ふたたび（召使）
- 胡鶴捕物帳 第弐巻（代官）
- 孤独のグルメ ドラマCD
- ジャッジメントちゃいむ 〜どき☆ドキ素泊まり! 海と湯けむりの生徒会旅行!!〜（車掌）
- 少年陰陽師 ドラマCD 第2シリーズ 風音編（大百足）
- 真・女神転生 STRANGE JOURNEY（アーヴィン）
- 青桃院学園風紀録 キケンじゃないだろ!（青桃会役員）
- タイガーマスクW×湘南乃風 オリジナルシナリオドラマCD（エジプトミイラ）
- トランスフォーマー キスぷれ（オートルーパー）
- バッカーノ!（プラチド・ルッソ）
- はっぴいセブン（矢崎店長）
- REMASTERED TRACKS ROCKMAN ZERO Telos（デスタンツ・マンティスク）
- 浪漫狩り2（村人A、取立屋）

### 特撮
- 魔弾戦記リュウケンドー（2006年、大魔王グレンゴーストの声）
- 劇場版 仮面ライダーウィザード in Magic Land（2013年、ケプリの声）
- 手裏剣戦隊ニンニンジャー（2015年、妖怪ヤマワラワの声）

### 吹き替え

#### 映画
- アメリカン・グラフィティ2（ロン）
- ディフェンダー（パーカー）
- デザート・オブ・ファイアー（ミラー）
- デビルズタイド（ジョジョ）
- ブラストシティ 連鎖爆破
- プレシディオ殺人事件（レイマー）
- ヤング・シャーロック/ピラミッドの謎（マイクロフト・ホームズ）
- 44ミニッツ（ボビー）
- 霊幻道士（チョイ副官）
- ロシア特殊部隊スペツナズ（リリン）

#### ドラマ
- ザ・ソプラノズ 哀愁のマフィア（ベニー）
- CSIマイアミ シーズン3（ライデル）
- スターゲイト SG-1 YEAR7（サイラー、ヘラク）
- そりゃないぜ!? フレイジャー（プレストン）
- 名探偵モンク2（チャンドラー）

#### 人形劇
- きかんしゃトーマス（バート、エミリーの機関士）※フジテレビ版

### ラジオ
- インターネットラジオ『ふぃあ通』（ゲストパーソナリティ・ラジオドラマ内「天花寺大悟」役）

### ラジオドラマ
- ときめきメモリアル Girl's Side ラジオドラマ vol.3（カメラマン、男子生徒）
- 青山二丁目劇場
  - おばけ屋のおばけもち&おばけ屋のおばけたまご（2008年） - 赤鬼
  - 愛しい偽りの老婆（2010年） - マスター
  - 運命というやつ（2010年） - コメンテイター
  - 全てはクリスマスの為に（2011年） - 凛の上司
  - 死なない男は棺桶で二度寝する（2012年） - 佐吉、坊主
  - 絶対友情探偵（2013年） - テツオ
  - そして、旅はつづく（2013年） - 部長
  - 13階のエレベーター（2014年） - 強盗
  - 粗忽の釘（2015年） - 男性
  - 隣人はヒーロー（2015年） - 強盗
  - 荒野のブルース・レッドフィールド（2015年） - ヌータウ
  - しじみ売り（2017年） - 鼠小僧次郎吉
- 花の慶次（2012年、大道寺政繁）

### デジタルコミック
- VOMIC ONE PIECE（海賊、魚屋のおじさん）

### ナレーション
- イカさま☆タコさま（TBS）
- 業界新聞バラエティ!噂にならない!?トップニュース!（テレビ朝日）
- 情報プレゼンター とくダネ!「特捜エクスプレス」コーナー（フジテレビ）
- 桜塚ヤンキース（テレビ埼玉）
- やじうまプラス（テレビ朝日） - 生ボイスオーバーも担当
- スタジオグロウン（CSチャンネル）
- ミュージック・アイドル・バトルン（CSチャンネル）
- 松紳（日本テレビ）
- Can!ジャニ（テレビ朝日）
- 水トク 名医が教えるセカンドオピニオンSP（TBS）
- あさチャン!（2020年3月30日 - 9月25日、TBS）
- 情報7daysニュースキャスター（2022年4月 - 、TBS）

### ボイスオーバー
- アイドルお宝くじ（テレビ朝日）
- NHKスペシャル（NHK総合）
- 奇跡体験!アンビリバボー（フジテレビ）
- THE世界遺産（TBS）
- THE 歴史列伝〜そして傑作が生まれた〜（BS-TBS） - 山本五十六の声など
- 世界の何だコレ!?ミステリー（フジテレビ）
- 世界行ってみたらホントはこんなトコだった!?（フジテレビ）
- 世界の果てまでイッテQ!（日本テレビ）
- 世界まる見え!テレビ特捜部（日本テレビ）
- 世界衝撃映像100連発8（TBS）
- 世界一受けたい授業（日本テレビ） - ドナルド・トランプ、フレッド・トランプの声など
- ただいま、ゲーム実況中（テレビ朝日）
- 超潜入!リアルスコープハイパー（フジテレビ）
- バイキング（フジテレビ）
- 爆報! THE フライデー（TBS）
- ペケ×ポン（フジテレビ）
- ぼくらが知らない地球の真実 温暖化から見える問題（テレビ東京）
- ぼくらはマンガで強くなった〜SPORTS×MANGA〜（NHK-BS1）
- 日立 世界・ふしぎ発見!（TBS）
- 歴史秘話ヒストリア（NHK総合）

### 舞台
- 朗読劇「メトロに乗って」（2015年、シアターXカイ） - 岡村社長

### パチンコ・パチスロ
- CR風魔の小次郎（白虎）

### シリーズ一覧
1. ↑  第1作（2020年）、第2作『アサティール2 未来の昔ばなし』（2025年）
2. ↑  『ヒーローズ』（2012年）、『アルティメットミッション』（2013年）、『アルティメットミッション2』（2014年）、『スーパードラゴンボールヒーローズ』（2016年）、『アルティメットミッションX』（2017年）、『ワールドミッション』（2019年）
3. ↑  第1作（2012年）、『海賊無双2』（2013年）、『海賊無双3』（2015年）
4. ↑  『真・三國無双8』（2018年）、『8 Empires』（2021年）